# Кабако, Эрик
Эрик Катриэль Кабако Альмада (исп. Erick Cathriel Cabaco Almada; родился 19 апреля 1995 года, Монтевидео, Уругвай) — уругвайский футболист, защитник клуба «Расинг».

## Клубная карьера
Кабако — воспитанник клуба «Рентистас». 6 апреля 2014 года в матче против столичного «Ривер Плейта» он дебютировал в уругвайской Примере. 20 апреля в поединке против «Монтевидео Уондерерс» Эрик забил свой первый гол за «Рентистас».
В начале 2016 года Кабако перешёл в «Насьональ». 7 февраля в матче против «Вилья-Тереса» он дебютировал за новую команду.
Летом 2016 года Эрик перешёл на правах аренды во французский «Нанси». 21 сентября в матче против «Бастии» он дебютировал в Лиге 1. Летом 2017 года Кабако был арендован испанским «Леванте». 26 октября в поединке Кубка Испании против «Жироны» Эрик дебютировал за основной состав. 19 ноября в матче против «Лас-Пальмас» он дебютировал в Ла Лиге. По окончании аренды «Леванте» выкупил трансфер игрока.

## Международная карьера
В начале 2015 года Кабако в составе молодёжной сборной Уругвая стал бронзовым призёром домашнего молодёжном чемпионате Южной Америки. На турнире он сыграл в матчах против команд Чили, Перу, Парагвая, Аргентины, дважды Колумбии и Бразилии.
Летом того же года Гастон принял участие в молодёжном чемпионате мира в Новой Зеландии. На турнире он сыграл в матчах против сборных Сербии, Мексики и Бразилии.
В 2015 году Эрик стал победителем Панамериканских игр в Канаде. На турнире он сыграл в матче против Бразилии.

## Достижения
Уругвай (до 20)
- Бронзовый призёр молодёжного чемпионата Южной Америки: 2015

Уругвай (до 22)
- Победитель Панамериканских игр: 2015